# Сборная Гренады по нетболу
Сборная Гренады по нетболу представляет Гренаду на международных соревнованиях по нетболу. Управляющим органом является Ассоциация нетбола Гренады (англ. Grenada Netball Association, Netball Grenada).
По состоянию на 25 июля 2024, сборная Гренады по нетболу занимает 19-е место в мировом рейтинге сборных по нетболу.

## Результаты выступлений

### Чемпионаты мира
| Год        | Место          | Игры           | Победы         | Ничьи          | Поражения      |
| ---------- | -------------- | -------------- | -------------- | -------------- | -------------- |
| 1963—1975  | не участвовали | не участвовали | не участвовали | не участвовали | не участвовали |
| 1979       | 15             | 10             | 4              | 1              | 5              |
| 1983—1999  | не участвовали | не участвовали | не участвовали | не участвовали | не участвовали |
| 2003       | 20             | 9              | 3              | 0              | 6              |
| 2007—н. в. | не участвовали | не участвовали | не участвовали | не участвовали | не участвовали |

### Чемпионаты Америки
| Год  | Место          | Игры           | Победы         | Ничьи          | Поражения      |
| ---- | -------------- | -------------- | -------------- | -------------- | -------------- |
| 1997 | 5              | 9              | 5              | 0              | 4              |
| 2008 | не участвовали | не участвовали | не участвовали | не участвовали | не участвовали |
| 2012 | 6              | 8              | 3              | 0              | 5              |
| 2014 | 4              | 6              | 3              | 0              | 3              |
| 2018 | 3              | 7              | 5              | 0              | 2              |